# Türkenkaserne

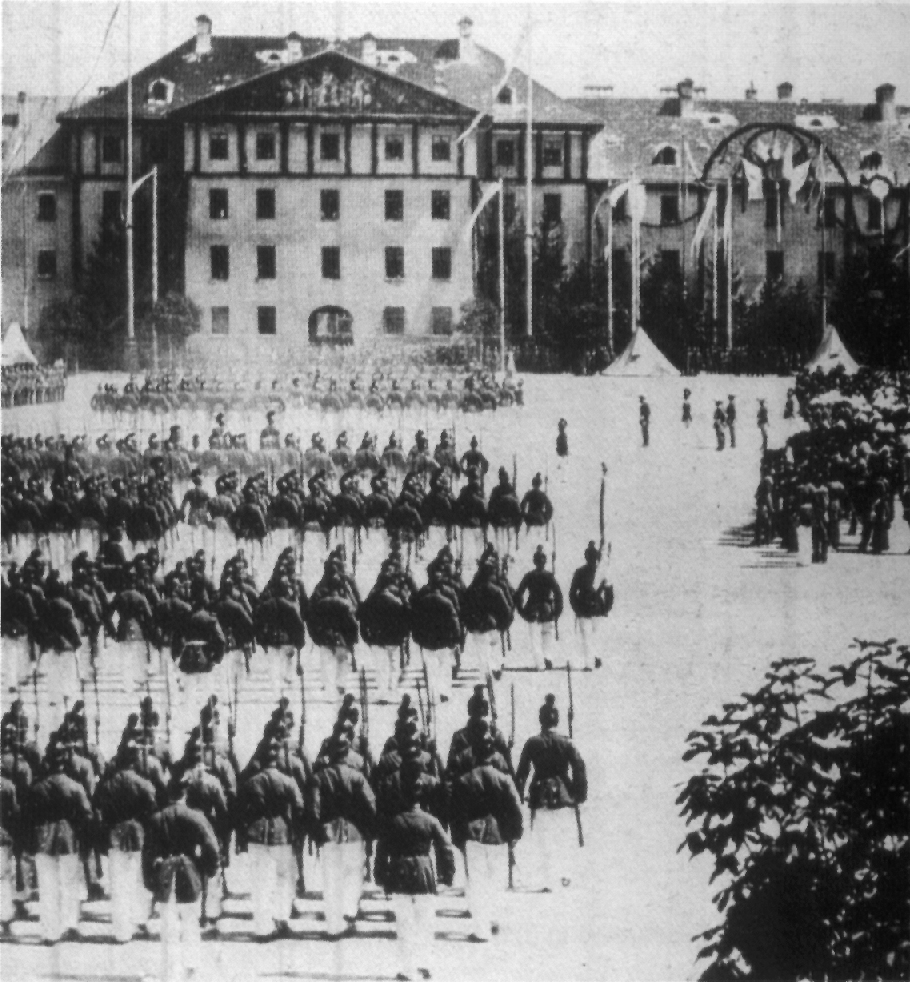
Der Hof der Türkenkaserne während einer Parade des 2. Infanterie-Regiments „Kronprinz“ 1882

Die Türkenkaserne (auch: Neue Infanteriekaserne am Türkengraben und Prinz-Arnulf-Kaserne) war eine Kasernenanlage der bayerischen Armee in der Münchner Maxvorstadt.

## Verworfene Pläne
Die Planung der Anlage begann am 23. August 1809 in einer Sitzung, in der die Gestaltung des Königsplatzes besprochen worden war. König Maximilian I. wünschte die Umbauung des Platzes mit Militärgebäuden, so dass ein regelrechtes Militärviertel entstehen sollte. Es sollten eine Garnisonskirche, ein Kadettenkorpsgebäude und ein Veteranenhaus errichtet werden. Noch während dieser Besprechung kamen Zweifel an der Umsetzbarkeit auf. Frühzeitig wurde das Veteranenhaus verworfen, da man einen demoralisierenden Einfluss auf den Nachwuchs des Offizierkorps befürchtete, wenn dessen Kadetten ständig dem Anblick von Invaliden und Verwundeten ausgesetzt gewesen wären. Die Kommission einigte sich schließlich auf den Bau eines großen Kasernengebäudes, einer Garnisonskirche und des Kadettenkorps', welches als Flügelbau beidseitig an der Kirche anliegen sollte. Der Platz war jedoch in Teilen in Privat- und städtischem Besitz, so dass erhebliche Kosten für den Ankauf von Grundflächen befürchtet wurden. Zudem war ein benötigter Kanal nicht vorhanden. Ein solcher Kanal sollte ursprünglich von der Würm in die Maxvorstadt gezogen werden, jedoch scheiterte auch dieses Vorhaben an der Eigentumsfrage des Grundbesitzes. Das Vorhaben wurde schließlich 1813 vom Minister-Staatssekretär für Kriegswesen von Triva aufgegeben.
In den Jahren 1815 und 1816 wurde die Maxvorstadt wieder als Kasernen-Standort in Erwägung gezogen, als nach einem Ersatz für die baufällige Kreuzkaserne gesucht wurde. Kriegsökonomierat Frey hielt die Maxvorstadt jedoch aufgrund der noch immer unklaren Wasserversorgung und wegen hoher Immobilienpreise für ungeeignet. Der mittlerweile zum Kriegsminister avancierte von Triva ordnete im Frühjahr 1816 die Einstellung aller weiteren Neubau-Planungen an.

## Planung
Am 15. März stellte Kriegsminister von Maillot den Antrag zum Neubau einer Infanteriekaserne in München, der am 24. März von König Max I. Joseph genehmigt wurde. Der Entwurf Münchner Ingenieur-Offiziere kalkulierte eine Belegung von 2.244 Mann in Friedenszeiten und 2.758 Mann im Kriegszustand bzw. in Ausnahmefällen. Diese Entwürfe wurden von den Genie-Direktionen in Augsburg, Landau, Würzburg und Nürnberg geprüft und insgesamt positiv bewertet.

## Bau
Im gleichen Jahr wurde für 34.000 Gulden eine 44.417 m² große Wiese gekauft, die auf dem Areal lag, welches heute von Barer Straße, Theresienstraße, Türkenstraße und Gabelsbergerstraße begrenzt wird. Es handelte sich dabei um dasselbe Gelände, das 1815 noch wegen zu hoher Kosten verworfen worden war. Die Gesamtkosten des Projektes wurden auf 315.000 Gulden veranschlagt. Der Entwurf, der dem König am 2. Juli 1823 präsentiert worden war, wurde vermutlich noch am gleichen Tag genehmigt. Der Grundstein wurde am 14. Juli links des heute noch erhaltenen Türkentores gelegt. Er enthält eine Zeitkapsel mit allen Kursmünzen von 1823 sowie je einer goldenen und silbernen Militär-Verdienstmedaille. Der erste Bauabschnitt wurde am 13. August begonnen und bereits am 18. Dezember 1823 war der Rohbau des ersten Gebäudes abgeschlossen. Im November 1824 zogen die ersten Soldaten der 2. Schützenkompanie des 1. Linien-Infanterie-Regiments „König“ in die Türkenkaserne ein. Im August 1825 zogen sechs Kompanien des 1. Linien-Infanterie-Regiments aus der neuen Isarkaserne in die Türkenkaserne um, im August folgen die restlichen in München stationierten Einheiten des Regiments, die aus der Kreuzkaserne und der Barackenkaserne der Maxvorstadt verlegt wurden.

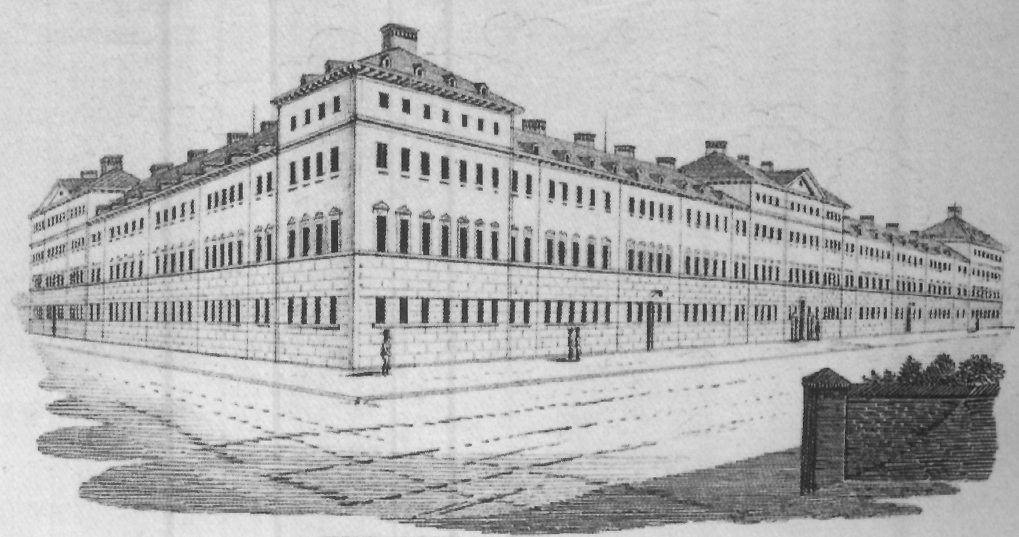
Außenansicht der Türkenkaserne um 1840

König Ludwig I. stoppte den Ausbau der Kaserne bis zur Wilhelminenstraße (heute Barer Straße), um Abstand zur Pinakothek zu halten. Er beauftragte ebenfalls Leo von Klenze mit der weiteren Gestaltung der Kaserne. Bis 1826 waren 529.761 Gulden ausgegeben worden, der Kasernenbau bot Platz für knapp 3000 Soldaten.

## Nutzung und Erweiterung bis 1918
Neben dem Infanterie-Leib-Regiment waren das 1. Infanterie-Regiment „König“ und das 2. Linien-Infanterie-Regiment „Kronprinz“ in dem Komplex kaserniert. Das Leibregiment blieb bis 1918, die beiden anderen Regimenter zogen in den 1890er Jahren in neue Kasernen um. Ein weiterer Seitenflügel wurde 1872/73 gebaut, 1886 folgte noch ein Exerzierhaus. Während der Revolution von 1918 schlossen sich die Soldaten der Türkenkaserne dem Zug von Kurt Eisner an.

## Nutzung nach 1918 und Abriss

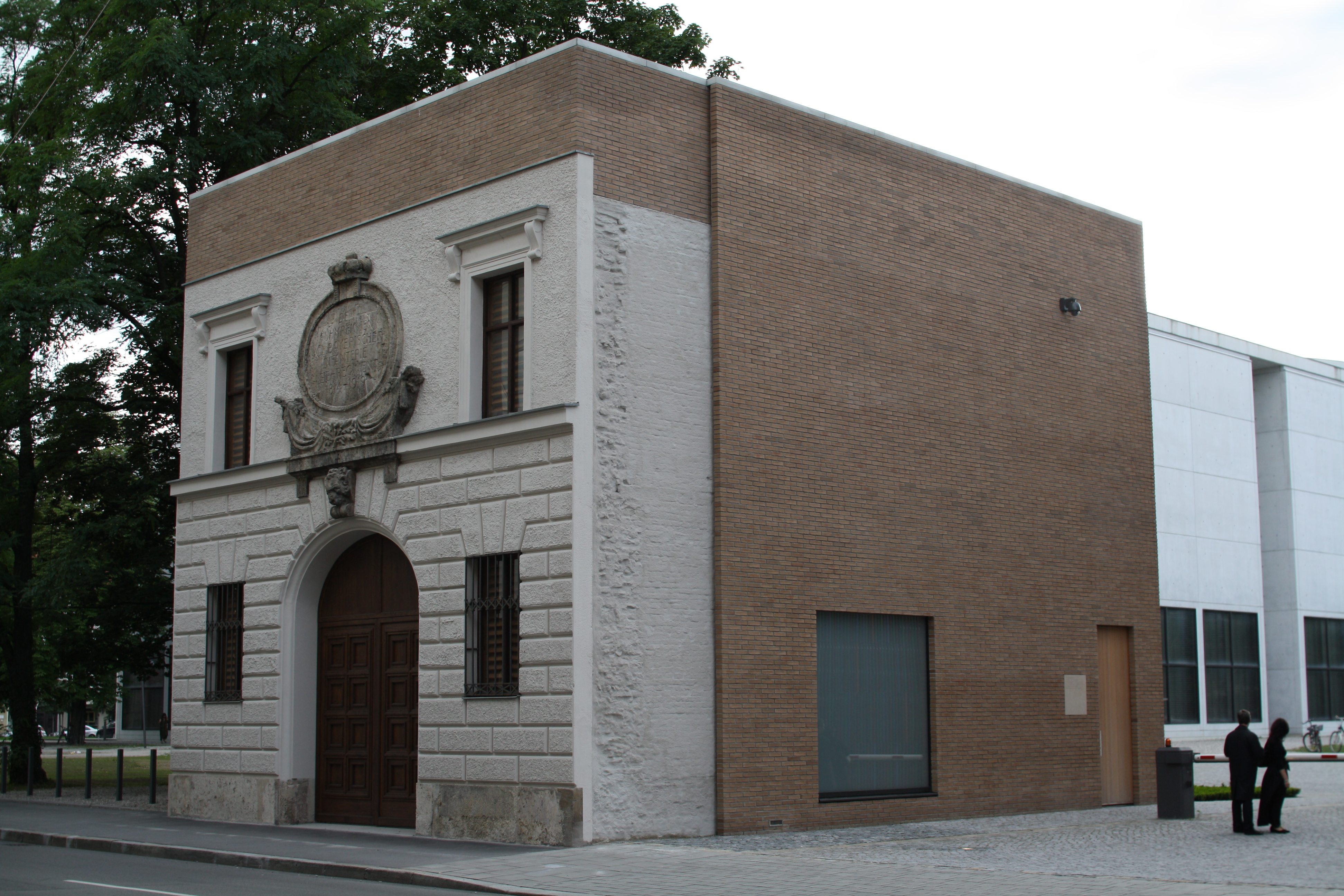
Türkentor 2010

Die Landespolizei übernahm die Kaserne im Jahre 1920, in der Zeit des Nationalsozialismus wurde das Gelände wieder militärisch genutzt. Im Zweiten Weltkrieg wurden die Gebäude teilweise zerstört, danach als Wohn- und Gewerberaum genutzt. Später in den 1970er Jahren riss man die Anlage fast vollständig ab; der einzig verbleibende Gebäuderest ist das Türkentor, das unter Denkmalschutz steht. Heute stehen auf dem Areal die Pinakothek der Moderne, das Museum Brandhorst, das Museum Mineralogia München und Gebäude der Ludwig-Maximilians-Universität München.